# ديفيد كول (ملحن)
ديفيد كول (بالإنجليزية: David Cole)‏ هو منتج أسطوانات وكاتب أغاني وملحن أمريكي، ولد في 3 يونيو 1962 في جونسون سيتي في الولايات المتحدة، وتوفي في 24 يناير 1995 في نيويورك في الولايات المتحدة بسبب التهاب السحايا.

## وصلات خارجية
- دايفيد كول على موقع ميوزك برينز (الإنجليزية)
- دايفيد كول على موقع ميوزك برينز (الإنجليزية)
- دايفيد كول على موقع ميوزك برينز (الإنجليزية)
- دايفيد كول على موقع أول ميوزيك (الإنجليزية)
- دايفيد كول على موقع ديسكوغز (الإنجليزية)
- دايفيد كول على موقع ديسكوغز (الإنجليزية)